# الإمبراطورية الألمانية (1848–1849)
الإمبراطورية الألمانية (بالألمانية: Deutsches Reich) كانت دولة لم تدم طويلًا من العام 1848 حتى العام 1849.

## التاريخ
أُنشئت الإمبراطورية بواسطة برلمان فرانكفورت في ربيع العام 1848 بعد ثورة مارس. انتهت الإمبراطورية رسميًا عندما أعيد تشكيل الاتحاد الألماني بالكامل في صيف العام 1851، لكنها في الحقيقة وصلت إلى نهاية الأمر الواقع في ديسمبر من العام 1849 عندما أُستبدلت حكومة ألمانيا المركزية بلجنة مركزية فدرالية.
ناضلت الإمبراطورية للاعتراف بها من قبل كل من الدول الألمانية والأجنبية. اعترفت الدول الألمانية، الممثلة في الاتفاقية الفدرالية للاتحاد الألماني، في 12 يوليو 1848 بالحكومة الألمانية المركزية. ولكن في الأشهر التالية، لم تقبل الدول الألمانية الكبرى دائمًا مراسيم وقوانين حكومة ألمانيا الوسطى وبرلمان فرانكفورت.

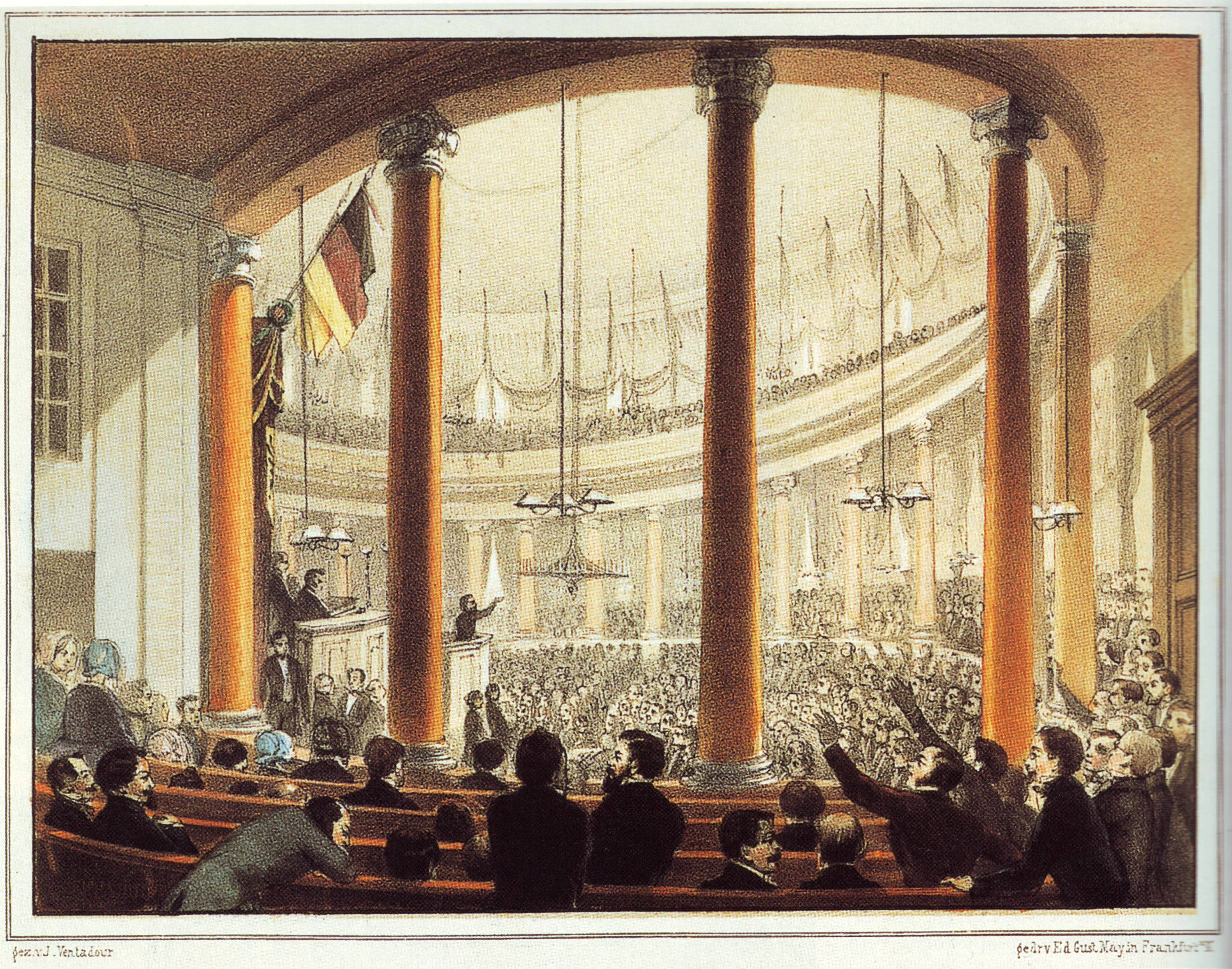
الجمعية الوطنية الالمانية في كنيسة القديس بولس بفرانكفورت

اعترفت عدة دول أجنبية بالحكومة المركزية وأرسلت سفراء وهي: الولايات المتحدة، والسويد، وهولندا، وبلجيكا، وسويسرا، وسردينيا، وصقلية، واليونان. كما أقامت الجمهورية الفرنسية الثانية والمملكة المتحدة لبريطانيا العظمى وأيرلندا مبعوثين رسميين للبقاء على اتصال بالحكومة المركزية.
كان أول نظام دستوري للإمبراطورية الألمانية هو القانون الإمبراطوري فيما يتعلق بإدخال قوة مركزية مؤقتة لألمانيا وقد صدر في 28 يونيو 1848. وبأمر من ذلك، أَنشئ برلمان فرانكفورت مكاتب وصي العرش (الوصي الإمبراطوري، الملك المؤقت) ووزراء الإمبراطورية. لقد قُبل أمر دستوري ثان هو دستور فرانكفورت في 28 مارس 1849 بواسطة 28 دولة ألمانية ولكن ليس منها دول كبرى. اضطرت بروسيا، مع غيرها من الولايات الألمانية، لحل برلمان فرانكفورت.
تجاوزت العديد من إنجازات الإمبراطورية الألمانية ذلك، فقد استخدم دستور فرانكفورت كنموذج في دول أخرى. وفي العقود التي تلت ذلك أُستخدم القانون الانتخابي في العام 1867 تقريبًا لانتخاب الرايخستاغ في الاتحاد الألماني الشمالي. استمر الأسطول الإمبراطوري الرايخ فلاتا الذي أنشأه برلمان فرانكفورت حتى العام 1852. كان القانون الإمبراطوري الذي أصدر مرسومًا بشأن الأوراق النقدية (قانون أوامر التغيير الألمانية العامة) صالحًا لجميع ألمانيا تقريبًا.

## الاستمرارية والحالة

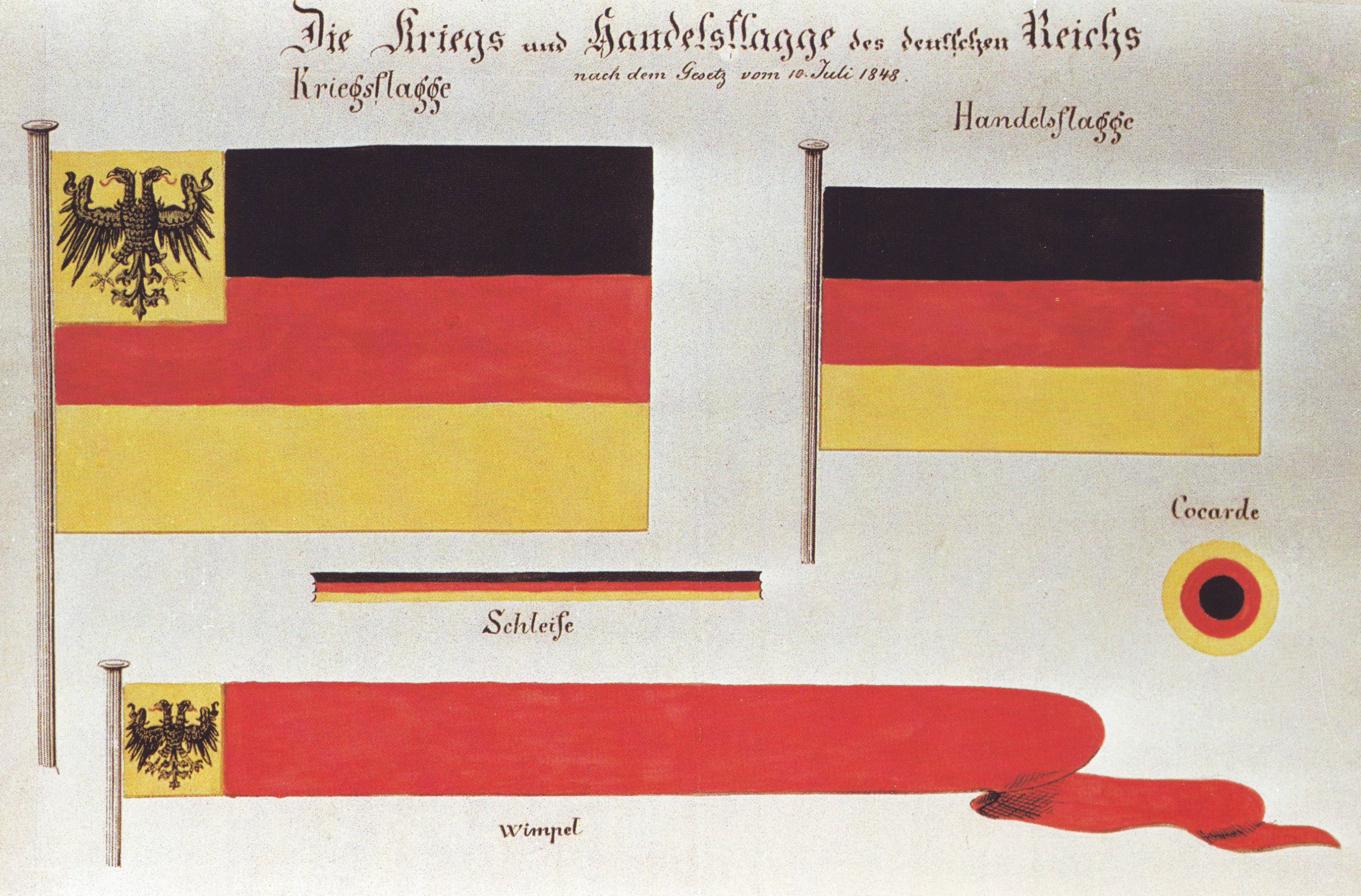
علم الحرب والتجارة الإمبراطوريين، وفقًا لقانون 12 نوفمبر 1848

كان لدى المعاصرين والعلماء آراء مختلفة حول إقامة الإمبراطورية الألمانية عام 1848/1849:
- اتبعت إحدى المجموعات وجهة نظر إيجابية؛ القانون كان قانونيًا. كان يجب الاتفاق على دستور لألمانيا مع حكومات جميع الدول الألمانية. كان هذا رأي الملكيين والدول الألمانية.
- المجموعة الأخرى تقدر القانون الطبيعي ومبدأ سيادة الشعب العليا؛ الجمعية الوطنية وحدها لديها سلطة وضع دستور. كان هذا هو رأي غالبية برلمان فرانكفورت، ولكن بشكل خاص رأي اليسار الجمهوري.[4]

في الواقع كان التمييز أقل وضوحًا. أرادت أغلبية برلمان فرانكفورت، الذي يرتكز على المجموعات الليبرالية، إقامة نظام ثنائي مع ملك سيادي، تتعرض صلاحياته لقيود أمام الدستور والبرلمان.
تم إنشاء اتحاد ألماني في عام 1815. لقد كانت هذه المنظمة التعاهدية للدفاع عن الأراضي الألمانية تفتقر، من وجهة نظر الحركة الوطنية، إلى حكومة وبرلمان. ولكن تم الاعتراف بها بشكل عام من قبل القوى الألمانية والأجنبية - كما كان إنشاء دولة وطنية، أسهل طريقة لتقديمها على أنها استمرار للاتحاد. كان هذا في الواقع هو الطريق الذي سلكته الجمعية الوطنية، رغم أنها كانت تعتبر نفسها في الأصل جهازًا ثوريًا.

الأرشيدوق يوحنا من النمسا، الوصي الإمبراطوري وعم الإمبراطور النمساوي

استندت الاستمرارية بين الاتحاد الكونفدرالي القديم والأجهزة الجديدة إلى قرارين من الاتفاقية الاتحادية للاتحاد:
- لقد دعت الاتفاقية الفدرالية (التي تمثل حكومات الدول الألمانية) إلى إجراء انتخابات برلمان فرانكفورت في أبريل / مايو 1848.
- اعترفت الدول الألمانية على الفور بالأرشيدوق يوحنا الملك المؤقت الذي انتخبه برلمان فرانكفورت. وفي 12 يوليو 1848، أنهت الاتفاقية الفدرالية أنشطتها من أجل الوصي الإمبراطوري الأرشيدوق يوحنا. كان هذا اعترافًا ضمنيًا بالقانون الخاص بالسلطة المركزية في 28 يونيو.[5]

بطبيعة الحال، اتخذت الدول الألمانية والاتفاقية الفدرالية تلك القرارات تحت ضغط الثورة لأنهم أرادوا تجنب حدوث تفكك مع برلمان فرانكفورت. (في أغسطس، تعثرت هذه الضغوط، وبدأت الدول الكبرى تستعيد السلطة.) ووفقًا للمؤرخ إرنست رودولف هوبر، فقد كان من الممكن تحديد استمرارية / أو حتى الهوية القانونية للاتحاد الكونفدرالي والدولة الفدرالية الجديدة. عُززت المؤسسة القديمة بنظام دستوري (مؤقت) وتغير اسم الكونفدرالية الألمانية إلى الإمبراطورية الألمانية. يشير أولريتش هوبر إلى أن أيًا من الدول الألمانية لم تعلن أن الوصي الإمبراطوري يوحنا وحكومته كانا مغتصبين أو غير قانونيين.

## سلطة الدولة والأراضي والشعب

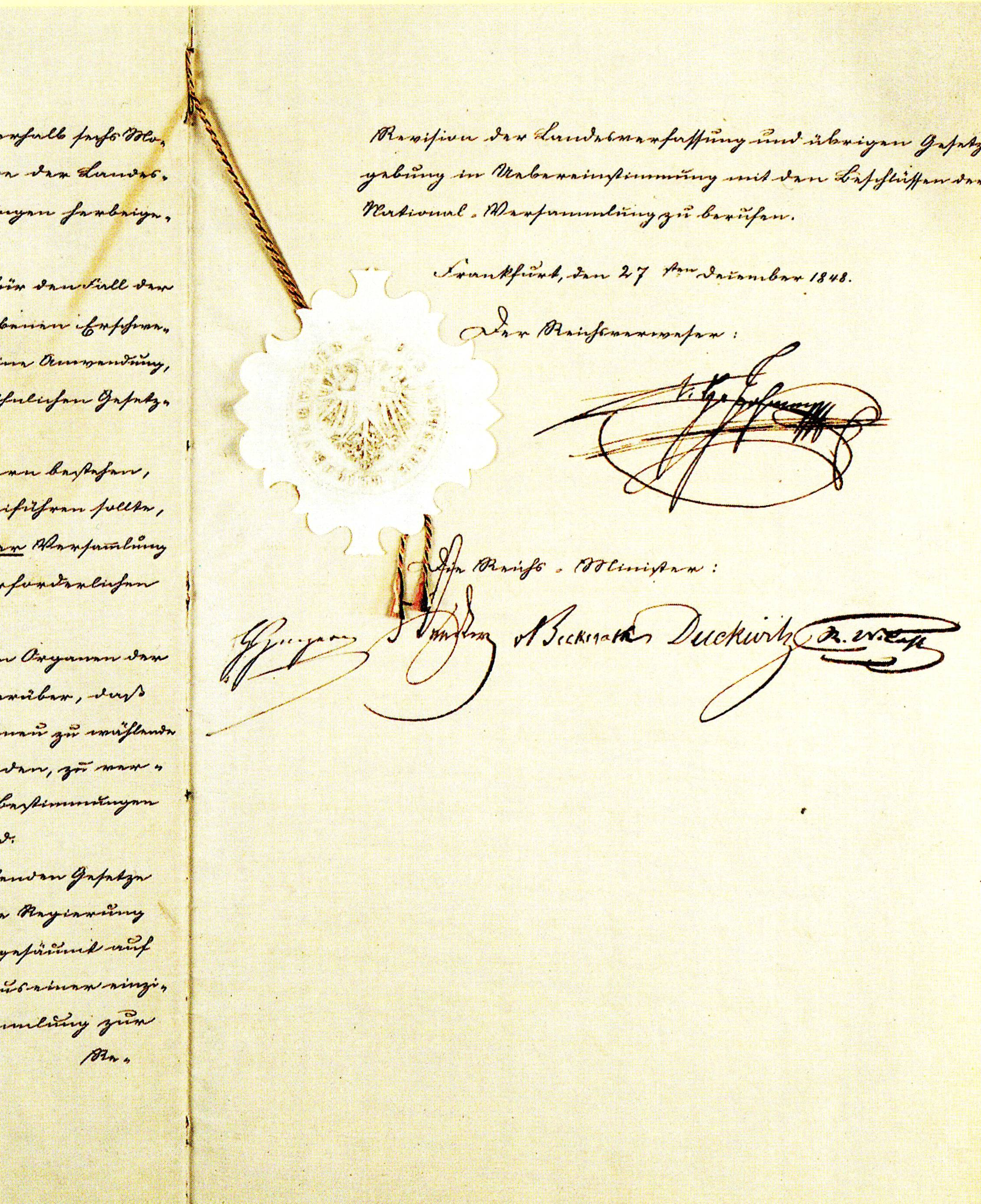
القانون التمهيدي للحقوق الأساسية الصادر في 27 ديسمبر 1848 مذيل بتوقيع الوصي الإمبراطوري

رأت جمعية فرانكفورت نفسها هي الهيئة التشريعية الوطنية الألمانية، كما هو موضح في القانون الإمبراطوري فيما يتعلق بإعلان القوانين الإمبراطورية ومراسيم السلطة المركزية المؤقتة من 27 سبتمبر 1848. الجمعية أصدرت القوانين في وقت سابق، مثل قانون 14 يونيو الذي أنشأ الأسطول الإمبراطوري. ربما كان القانون الأبرز هو قانون الحقوق الأساسية للشعب الألماني الذي صدر في 27 ديسمبر 1848.
تألفت السلطة المركزية أو الحكومة المركزية من الوصي الإمبراطوري، الأرشيدوق يوحنا، والوزراء الذين عينهم. عادة ما عُين هؤلاء السياسيين الذين حصلوا على دعم من برلمان فرانكفورت على الأقل حتى مايو 1849. لقد اُتهم أحد الوزراء، الجنرال البروسي إدوارد فون بيوكير، بالقوات الفدرالية والتحصينات الفدرالية للاتحاد الألماني. لم يكن لدى الحكومة المركزية الكثير للحكم، حيث بقيت الإدارة في أيدي الدول المنفردة. لكن في فبراير 1849 كان هناك 105 أشخاص يعملون في الحكومة المركزية (مقارنةً بالعشرة في الاتفاقية الفدرالية).
افترض برلمان فرانكفورت بشكل عام أن إقليم الكونفدرالية الألمانية كان أيضا إقليم الدولة الجديدة. كان الشخص ألمانيًا إذا كان من إحدى الدول الأعضاء في الإمبراطورية الألمانية (المادة 131 من دستور فرانكفورت). وبالإضافة إلى ذلك، فقد ناقش مستقبل الأقاليم الأخرى التي عاش فيها الألمان. في بعض الأحيان أشار أعضاء البرلمان إلى اللغة الألمانية التي يتحدثونها في المنطقة، وأحيانًا إلى حقوق تاريخية، وأحيانًا لاعتبارات عسكرية (على سبيل المثال عندما رُفض ضم دولة بولندية لأنها ستكون ضعيفة جدًا بحيث لا يمكن اعتبارها دولة عازلة ضد روسيا). كانت شلسفيغ واحدة من أكثر المناطق المتنازع عليها.

## وصلات خارجية
- Ralf Heikaus: Die ersten Monate der provisorischen Zentralgewalt für Deutschland (Juli bis Dezember 1848). PhD thesis. Peter Lang, Frankfurt am Main [u. a.] 1997, (ردمك 3-631-31389-6)